# Юровичский сельсовет (Витебская область)
Юровичский сельсовет — упразднённая административная единица на территории Полоцкого района Витебской области Республики Беларусь.

## История
10 октября 2013 года сельсовет упразднён.

## Состав
Юровичский сельсовет включал 19 населённых пунктов:
- Бараново — деревня.
- Баяновщина — деревня.
- Верхоченье — деревня.
- Гирсино — деревня.
- Глушенки — деревня.
- Дрозды — деревня.
- Жихари — деревня.
- Залесье — деревня.
- Замхи — деревня.
- Захарничи — деревня.
- Калошки — деревня.
- Муштарово — деревня.
- Поздняково — деревня.
- Ситенец — деревня.
- Сковородино — деревня.
- Сосновка — деревня.
- Спасское — деревня.
- Шуматенки — деревня.
- Юровичи — деревня.

Упразднённые населённые пункты:
- В 2012 году была упразднена деревня Янково, включена в состав Захарничи[2].